# Анджела Георгиу
Анджела Георгиу (на румънски: Angela Gheorghiu) е румънска оперна певица. След дебюта си през 1990 г. тя пее главните роли за сопрано на сцените на Кралската опера в Лондон, Виенската държавна опера, Ла Скала, Метрополитън опера и други световноизвестни оперни театри.

## Биография
Родена е на 7 септември 1965 г. в Аджуд, окръг Вранча (Румъния). Започва да пее като ученичка в музикалното училище в родния си град. На 14-годишна възраст е изпратена в музикалната гимназия „Джордже Енеску“ в Букурещ, а след завършването ѝ постъпва в Музикалната академия. На 23-годишна възраст тя дебютира с дипломното си изпълнение като Мими в „Бохеми“ от Джакомо Пучини.
След политическата промяна в Румъния тя напуска родината си през 1990 г. Ангажирана е в Кралската опера в Лондон, където дебютира като Церлина в „Дон Жуан“ от Моцарт (1992). През същата година пее за първи път във Виенската държавна опера под ръководството на своя сънародник Йоан Холендер, след това в Хамбург и през 1993 г. в Метрополитън опера (Ню Йорк).
Голям успех за нея е изпълнението ѝ на Виолета в „Травиата“ със сър Джордж Шолти на диригентския подиум (1994) в Ковънт Гардън. Това изпълнение кара телевизионното ръководство на Би Би Си спонтанно да промени програмата и да я превключи на живо от Кралската опера, за да се види представлението на телевизионния екран. Така започва триумфът на сопраното. Спектакълът е записан от Decca.
Оттогава Анджела Георгиу присъства постоянно в оперни и концертни зали по света: Ню Йорк, Лондон, Париж, Залцбург, Берлин, Токио, Рим, Сеул, Венеция, Атина, Монте Карло, Чикаго, Филаделфия, Сао Паоло, Лос Анджелис, Лисабон, Палермо, Балбек, Амстердам, Куала Лумпур, Цюрих, Виена, Залцбург, Мадрид, Барселона, Прага, Монреал, Торонто, Москва, Тайпе, Сан Хуан, Любляна, Шанхай и др. В допълнение към оперните си изяви тя записва множество компактдискове. Обича да пее и песни от родната си Румъния.
След първия си брак с румънеца Андрей Георгиу, Анджела се омъжва втори път за френския тенор Роберто Аланя (брак от 1996 до 2013 г.) и тогава официално се нарича Аланя-Георгиу. През 2001 г. тя играе и пее Тоска с него в екранизация на живо със сцени от операта и в студията Abbey Road в Лондон. През септември 2007 г. двойката отново застава заедно на сцената, в оперния театър на Марсилия в операта „Мариус и Фани“ от румънския композитор Владимир Козма. През 2007 г. Георгиу е освободена от Чикагската лирична опера от продукция на „Бохеми“, защото не участва в шест от десет репетиции поради пътуване до Ню Йорк без разрешение, за да види спектакъл на съпруга си в Метрополитън опера. След съвместно участие с Аланя във Виенската държавна опера през октомври 2008 г. във „Фауст“ от Гуно, двойката се появява отново през януари 2009 г. в Метрополитън опера в „Лястовичката“ на Пучини. Събитието е излъчвано на живо по немската телевизия и в някои HD кина. В началото на 2013 г. двойката обявява раздялата си.

## Избрани роли
- Мими в „Бохеми“
- Церлина в „Дон Жуан“
- Лиу в „Турандот“
- Адина в „Любовен еликсир“
- Нанета във „Фалстаф“
- Виолета в „Травиата“
- Микаела в „Кармен“
- Сузел в „Приятелят Фриц“ от Маскани
- Неда в „Палячи“
- Флория Тоска в „Тоска“
- Магда в „Лястовичката“
- Маргарита във „Фауст“
- Жулиета в „Ромео и Жулиета“
- Фани в „Мариус и Фани“
- Лаурета в „Джани Скики“
- Адриана в „Адриана Лекуврьор“

## Дискография
- 1995: La traviata от Джузепе Верди
- 1996: Арии
- 1996: Дуети и арии с Роберто Аланя
- 1997: L'elisir d'amore от Гаетано Доницети
- 1997: La rondine от Джакомо Пучини
- 1998: Моят свят
- 1998: La Bohème от Джакомо Пучини
- 1998: Верди за срок с Роберто Аланя
- 1998: Roméo et Juliette от Чарлз Гуно
- 1999: Джани Шики от Джакомо Пучини
- 1999: Вертер от Жул Масене
- 2000: Манон от Жул Масене
- 2000: Verdi Heroines – арии от Джузепе Верди
- 2001: Свещен Овен от Мистерия
- 2001: Каста Дива
- 2001: Messa da Requiem от Джузепе Верди
- 2001: Тоска от Джакомо Пучини
- 2002: На живо от Ковънт Гардън
- 2002: Il trovatore от Джузепе Верди
- 2003: Кармен от Жорж Бизе
- 2004: Основната Анджела Георгиу
- 2004: Дива
- 2005: 25 Jaar Koningin Beatrix 1980 – 2005
- 2005: Пучини
- 2005: Двойка мечта на операта с Роберто Аланя
- 2007: На живо от Ла Скала
- 2008: Мариус и Фани от Владимир Козма с Роберто Алагна
- 2009: Мадам Бътерфлай от Джакомо Пучини
- 2011: Поклон пред Мария Калас – любими оперни арии
- 2012: Тоска от Джакомо Пучини с Йонас Кауфман
- 2012: Adriana Lecouvreur от Francesco Cilea с Jonas Kaufmann

## Награди
- Орден за изкуство и литература, Франция (2000)
- Офицер на изкуствата и литературата (2002)
- Звезда на Румъния в чин командир (2010) [2]
- Почетен доктор на Университета по изкуствата Джордже Енеску в Яш (2010) [7]
- Почетен доктор на Музикалната академия на Джордже Дима в Клуж-Напока [8]
- Почетен гражданин на Букурещ (2017)

## Уеб връзки
- Официален сайт на Анджела Георгиу
- Профил Архив на оригинала от 2011-11-04 в Wayback Machine. в IMG Artists
- Интервю на класическия портал Classicpoint.net